# Atractodes americanus
Atractodes americanus là một loài tò vò trong họ Ichneumonidae.